# سیارک ۱۹۹

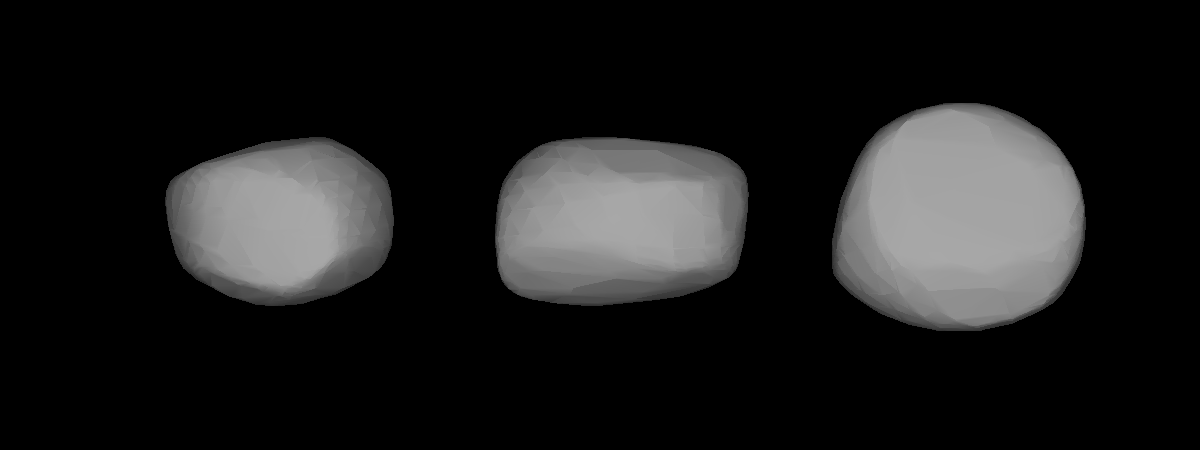
مدل سه‌بُعدی سیارک ۱۹۹ بر طبق منحنی نور آن

سیارک ۱۹۹ (به انگلیسی: 199 Byblis) صد و نود و نهمین سیارک کشف شده‌است که در ۹ ژوئیه ۱۸۷۹ کشف شد.
قدر مطلق سیارک برابر ۸٫۳۰ است.